# 江陽站
江陽站是朝鮮民主主義人民共和國咸镜北道稳城郡南阳劳动者区的一個鐵路車站，属于咸北线。

## 历史
- 1933年8月1日：开始运营。[1]

## 邻近车站
咸北线
水口浦站 - 江陽站 - 南阳站